# Daniel Herzog
Pour les articles homonymes, voir Herzog.
Daniel Herzog est un imitateur français né en 1946. Il est surtout connu pour sa participation quotidienne aux Guignols de l'info, pour les voix de Philippe Lucas, Dominique Strauss-Kahn, Jean-Michel Aphatie, Éric Zemmour, Doc Gynéco, Joey Starr, Oussama ben Laden, Roberto Benigni, Columbo, Guy Bedos, Luis Fernandez, Brice Hortefeux, Guy Roux, Lionel Jospin, Jean-Pierre Raffarin, Raymond Domenech, Olivier Besancenot, Jean-Louis Debré (liste non exhaustive). Il a également doublé Lionel Jospin dans Taxi 2 et participe à l'émission Les Grands du rire depuis 2005 en imitant le lieutenant Columbo ou Louis de Funès.
Il est remercié par Canal Plus en avril 2018.
Dès le tout début des années 1980, il s'est fait connaître et apprécier sur scène, dans de petites salles parisiennes, en particulier à l'Aire libre Montparnasse, et son nom s'orthographiait alors Herczog .